# Living the Dream
Living the Dream je 26. studiové album britské rockové hudební skupiny Uriah Heep, vydané 14. září 2018 společností Frontiers Records. Deska byla nahrána během ledna roku 2018, o produkci se postaral Jay Ruston.

## Seznam skladeb
1. Grazed by Heaven
2. Living the Dream
3. Take Away My Soul
4. Knocking at My Door
5. Rocks in the Road
6. Waters Flowin'
7. It's All Been Said
8. Goodbye to Innocence
9. Falling Under Your Spell
10. Dreams of Yesteryear

## Obsazení
- Bernie Shaw – zpěv
- Mick Box – kytary, doprovodný zpěv
- Davey Rimmer – basa, doprovodný zpěv
- Phil Lanzon – klávesy, doprovodný zpěv
- Russell Gilbrook – bicí, doprovodný zpěv

Technická podpora
- Jay Ruston – producent